# Canthidium kraatzi
Canthidium kraatzi là một loài bọ cánh cứng trong họ Bọ hung (Scarabaeidae).